# Grand Piano
Grand Piano es una película española-estadounidense de thriller psicológico del año 2013 dirigida por Eugenio Mira, escrita por Damien Chazelle y protagonizada por Elijah Wood. Fue estrenada el 25 de octubre en España.
Ganó el Premio Feroz a mejor música y fue nominada en varias categorías en otros certámenes.
Pese a tener, en general, buenas críticas y haber dispuesto de una más que aceptable promoción internacional, la película fue un rotundo fracaso de taquilla, habiendo contado con un presupuesto bastante decente de 8 millones de euros, un reparto famoso y un buen apartado técnico, solamente logró recaudar 600.000€.

## Sinopsis
Tom Selznick (Elijah Wood) es el pianista más talentoso de su generación, que ha parado de actuar en público por su pánico escénico. Años después de una actuación catastrófica, reaparece para un esperado concierto en Chicago. En un teatro abarrotado, en frente de un público expectante, Tom encuentra un mensaje escrito en la partitura: «Falla una nota y morirás». Bajo la mirada de un francotirador anónimo (John Cusack), Tom deberá conseguir interpretar la actuación más difícil de su vida y buscar ayuda sin ser descubierto.

## Reparto
- Elijah Wood como Tom Selznick
- John Cusack como Clem
- Kerry Bishé como Emma Selznick
- Allen Leech como Wayne
- Tamsin Egerton como Ashley
- Alex Winter como Asistente
- Don McManus como Reisinger
- Dee Wallace como Marjorie Green

## Estreno
La premier de Grand Piano en el Austin Fantastic Fest fue el 20 de septiembre de 2013. En el Festival de Cine de Sitges se proyectó el 11 de octubre de 2013 y cuatro días después, el 15 de octubre de 2013 en el London Film Festival.
Su estreno tuvo lugar en España, el día 25 de octubre de 2013.

## Premios y nominaciones
69.ª edición de las Medallas del Círculo de Escritores Cinematográficos
| Categoría      | Persona         | Resultado |
| -------------- | --------------- | --------- |
| Mejor director | Eugenio Mira    | Nominado  |
| Mejor montaje  | José Luis Romeu | Ganador   |
| Mejor música   | Víctor Reyes    | Ganador   |